# بيير سينيبالدي
بيير سينيبالدي (بالفرنسية: Pierre Sinibaldi) (29 فبراير 1924 - 24 يناير 2012)، لاعب ومدرب كرة قدم فرنسي، كان يجيد اللعب في مركز المهاجم.

## مسيرته الكروية
لعب في أندية تروا ، ستاد رانس ، نانت ، ليون، وبيربينيان من 1942 حتى 1956 . حقق بطولة دوري الدرجة الأولى مع نادي ستاد ريمس مرتين 1949 و1953 وبطولة كأس فرنسا 1950 بينما على المستوى الشخصي توج هدافا لبطولة الدوري سنة 1947 برصيد 33 هدف .
شارك مع منتخب فرنسا في مباراتين دوليتين من دون أن ينجح في تسجيل أي هدف . وكان المباراة الأولى في مواجهة منتخب إنجلترا واستطاع أن يساهم في تحقيق نتيجة الفوز 2-1 سنة 1946 .
اتجه إلى مهنة التدريب بداية من نادي بيربينيان ثم منتخب لوكسمبورغ ثم نادي آندرلخت البلجيكي . خلال 6 سنوات استطاع أن يحقق بطولة دوري الدرجة الأولى 4 مرات . ثم انتقل لتدريب نادي موناكو لمدة موسمين حتى قرر العودة إلى نادي أندرلخت مجددا من دون أن يستطيع ان يستعيد مهارته في إيصال الفريق إلى منصة التتويج . بعدها انتقل إلى أندية لاس بالماس، ريال سبورتنغ خيخون ، وأخيرا نادي طولون حتى قرر الاعتزال نهائيا .

## روابط خارجية
- بيير سينيبالدي على موقع قاعدة بيانات كرة القدم.إي يو (الإنجليزية)
- بيير سينيبالدي على موقع ناشيونال فوتبول تيمز (الإنجليزية)